# Duma i uprzedzenie (serial telewizyjny 2025)
Ten artykuł dotyczy przyszłego wydarzenia. Informacje w nim zawarte mogą się zmienić wraz z pojawieniem się nowych faktów, a początkowe doniesienia mogą być niepewne. Ostatnie aktualizacje tego artykułu mogą nie odzwierciedlać najbardziej aktualnych informacji.
Duma i uprzedzenie (ang. Pride and Prejudice) – nadchodzący miniserial produkcji Netflixa, który będzie adaptacją książki Jane Austen o tym samym tytule.

## Obsada[3][4][5]
- Emma Corrin jako Elizabeth Bennet,
- Jack Lowden(inne języki) jako pan Darcy,
- Olivia Colman jako pani Bennet,
- Rufus Sewell jako pan Bennet,
- Freya Mavor jako Jane Bennet,
- Jamie Demetriou jako pan Collins,
- Daryl McCormack jako pan Bingley,
- Louis Partridge jako pan Wickham,
- Rhea Norwood jako Lydia Bennet,
- Siena Kelly jako Caroline Bingley,
- Fiona Shaw jako lady Catherine de Bourg,
- Hopey Parish jako Mary Bennet,
- Hollie Avery jako Kitty Bennet.

## Produkcja

### Rozwój i obsada
Reżyserem serialu będzie Euros Lyn, który był również reżyserem serialu Heartstopper. Scenarzystką zostanie Dolly Alderton, autorka książki Wszystko, co wiem o miłości. Produkcja składać się ma z sześciu odcinków.
Producentem serialu będzie Lisa Osborne, a producentami wykonawczymi Dolly Alderton, Emma Corrin, Will Johnston, Laura Lankester, Euros Lyn i Louise Mutter.

### Praca filmowa
Jak podaje dyrektorka Netflixa, Mona Quresh, prace filmowe mają rozpocząć się jeszcze w 2025 roku na terenie Wielkiej Brytanii.